# Жьяр-над-Гроном (район)
Район Жьяр-над-Гроном (словац. Okres Žiar nad Hronom)— район Словакии. Находится в Банскобистрицком крае.

## Население
| Год:        | 1994   | 2004    | 2014    | 2024    |
| ----------- | ------ | ------- | ------- | ------- |
| Broj ljudi: | 48 435 | 47 803  | 47 736  | 43 345  |
| Разница:    |        | −1,30 % | −0,14 % | −9,19 % |

| Год:                | 2023   | 2024    |
| ------------------- | ------ | ------- |
| Количество человек: | 43 738 | 43 345  |
| Разница:            |        | −0,89 % |

### Статистические данные (2001)
Национальный состав:
- Словаки — 95,6 %
- Цыгане — 1,2 %
- Чехи — 0,7 %

Конфессиональный состав:
- Католики — 73,6 %
- Лютеране — 2,8 %